# Élénie brune
Elaenia pelzelni
Espèce
Statut de conservation UICN

 LC  : Préoccupation mineure
L'Élénie brune (Elaenia pelzelni), aussi appelée Élaène brune, est une espèce de passereau de la famille des Tyrannidae.

## Distribution
Cet oiseau vit sur les îles fluviales du bassin de l'Amazone,,.